# Glenburn (Dakota du Nord)
La ville de Glenburn est située dans le comté de Renville, dans l’État du Dakota du Nord, aux États-Unis. Sa population s’élevait à 380 habitants lors du recensement de 2010, estimée à 443 habitants en 2018.

## Histoire
Glenburn a été fondée en 1903.

## Démographie
| 1910 | 1920 | 1930 | 1940 | 1950 | 1960 |
| ---- | ---- | ---- | ---- | ---- | ---- |
| 268  | 228  | 263  | 190  | 281  | 363  |

| 1970 | 1980 | 1990 | 2000 | 2010 | - |
| ---- | ---- | ---- | ---- | ---- | - |
| 381  | 454  | 439  | 374  | 380  | - |

## Source
- (en) Cet article est partiellement ou en totalité issu de l’article de Wikipédia en anglais intitulé « Glenburn, North Dakota » (voir la liste des auteurs).